# از آی لی دایینگ
از آی لی دایینگ (انگلیسی: As I Lay Dying) یک گروه متال‌کور آمریکایی از سن دیگو، کالیفرنیا است که در سال ۲۰۰۰ آغاز به کار کرد.